# Метеор

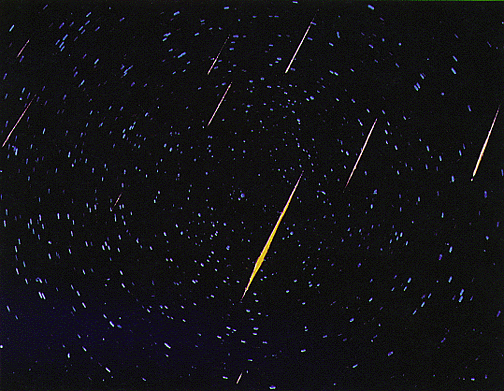
Метеорный поток Леониды

Метео́р (др.-греч. μετέωρος, «парящий в воздухе») — явление, возникающее при сгорании в атмосфере Земли метеорных тел (например, осколков комет, астероидов или же мусора). Слабые метеоры называются падающими звёздами, тогда как аналогичное явление большой интенсивности (ярче звёздной величины −4) называется болидом. Бывают встречные и догоняющие. Эти междисциплинарные явления изучаются метеоритикой (разделом астрономии), а также физикой атмосферы.

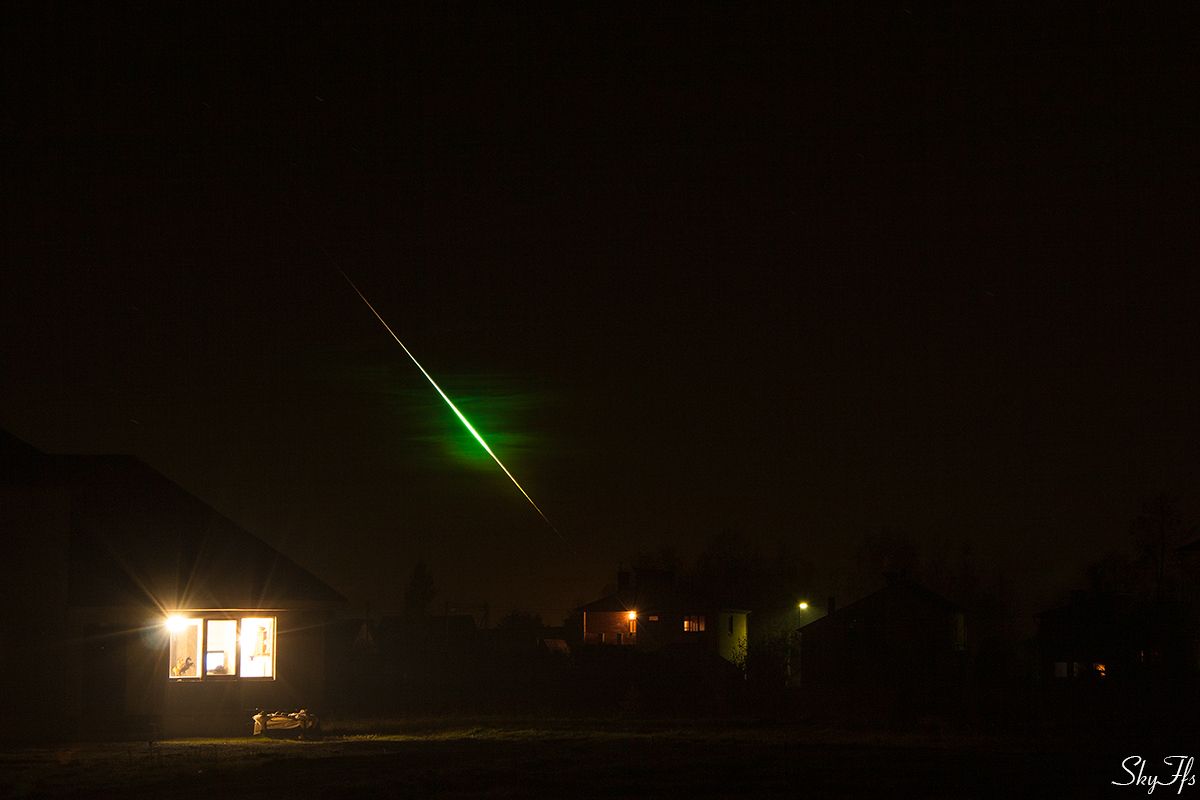
Летящий метеор, 31.10.2015

В исторической науке общий термин метеор (небесный) означал любые явления, наблюдаемые в атмосфере (не только сгорание метеорного тела в атмосфере). В частности, к ним относятся: гидрометеоры — дождь, роса, туман и тому подобные, оптические метеоры — мираж, заря, гало и тому подобные, электрометеоры — молния, огни Святого Эльма и тому подобные. 

## Название
В русский язык слово «метеор», первоначально в форме «метеора», пришло из греческого (от др.-греч. μετέωρον, обозначавшего «небесное и воздушное явление») через немецкое Meteor во времена Петра I. В «Журнале Петра Великого» под 1703 годом содержится запись:

Iюля въ 20 день, послѣ полуденъ, видна была великая метеора образомъ бомбы, которая отъ Зюйдъ-Оста летѣла на Нордъ-Вестъ, и весьма была велика и высока.

## История
Метеоры люди наблюдали с древности. 687 г. до н. э. датируется древнекитайское упоминание «метеорного дождя»: в «Цзо чжуань» указывается, что тогда «звёзды падали как дождь» (кит. трад. 星隕如雨), есть также некоторые указания на ещё более ранние наблюдения подобного явления в Китае. В явном, а не образном виде на космическую природу метеоров впервые указал Диоген Аполлонийский в IV в. до н. э. В древнерусской Лаврентьевской летописи под 1091 годом зафиксировано появление болида, которого в ней окрестили «змий от небесе».

## Описание

Анимация яркого метеора (−4 зв. вел.) со следом из потока Геминид. Снято 9 декабря 2010 года в САО РАН

Иллюстрация фаз полёта от входа в атмосферу до падения: метеороид − метеор (болид) − метеорит

Метеоры следует отличать от метеоритов и метеороидов. Метеором называется не объект (то есть метеороид), а явление, то есть светящийся след метеороида. И это явление называется метеором независимо от того, улетит ли метеороид из атмосферы обратно в космическое пространство, сгорит ли в ней за счёт трения или упадёт на Землю метеоритом. Если метеор пролетел через атмосферу, не коснувшись земной поверхности, и продолжает своё движение в космическом пространстве, то он называется «коснувшимся».
Отличительными характеристиками метеороида, помимо массы и размера, являются его скорость, высота воспламенения, длина трека (видимый путь), яркость свечения и химический состав (влияет на цвет горения). Так, при условии, что метеор достигает 1-й звёздной величины при скорости вхождения в атмосферу Земли 40 км/с, загорается на высоте 100 км, а потухает на высоте 80 км, при длине пути в 60 км и расстоянии до наблюдателя в 150 км, то продолжительность полёта составит 1,5 с, а средний размер составит 0,6 мм при массе 6 мг.
Часто метеоры группируются в метеорные потоки — постоянные массы метеоров, появляющиеся в определённое время года, в определённой стороне неба. Широко известны такие метеорные потоки как Леониды, Квадрантиды и Персеиды. Все метеорные потоки порождаются кометами в результате разрушения в процессе таяния при прохождении внутренней части Солнечной системы.
Во время визуальных наблюдений метеорных потоков кажется, что метеоры вылетают из одной точки на небе — радианта метеорного потока. Это объясняется сходным происхождением и относительно близким расположением космической пыли в космическом пространстве, являющейся источником метеорных потоков.
След метеора обычно исчезает за считанные секунды, но иногда может оставаться на минуты и передвигаться под действием ветра на высоте возникновения метеора. Визуальными и фотографическими наблюдениями метеора из одной точки земной поверхности определяют, в частности, экваториальные координаты начальной и конечной точек следа метеора, положение радианта по наблюдениям нескольких метеоров. Наблюдениями одного и того же метеора из двух точек — так называемыми корреспондирующими наблюдениями — определяют высоту полёта метеора, расстояние до него, а для метеоров с устойчивым следом — скорость и направление перемещения следа, и даже строят трёхмерную модель его перемещения.
В высокогорных условиях возможно наблюдение явления «голубой» след метеора, впервые отмеченного И. С. Астаповичем в сентябре 1947 года на Высокогорной станции Астрофизической Лаборатории в районе Хейрабада вблизи Ашхабада на высоте 2250 м. Оно предшествует появлению метеора и напоминает полёт метеора с очень слабым следом, продолжается 1—2 секунды, имеет ширину 1—2 градусов (для зенита), в 1,3—1,5 раза ярче фона неба, выглядит нежно-лучистым. Сам метеор не виден, он появляется после исчезновения этого явления на расстоянии нескольких градусов. В долинах это явление обнаружить не удалось.
Помимо визуальных и фотографических методов изучения метеоров в последние полвека развились электронно-оптический, спектрометрический и особенно радиолокационный, основанный на свойстве метеорного следа рассеивать радиоволны. Радиометеорное зондирование и изучение перемещения метеорных следов позволяет получить важные сведения о состоянии и динамике атмосферы на высотах около 100 км. Возможно создание метеорных каналов радиосвязи. Основные установки исследования метеоров: фотографические метеорные патрули, метеорные радиолокационные станции. Из крупных международных программ в области исследования метеоров заслуживает внимания осуществлявшаяся в 1980-х годах программа ГЛОБМЕТ. Одно из последних полное исследование метеоров, см.